# Rosalia pachycornis
Rosalia pachycornis är en skalbaggsart som beskrevs av Masatoshi Takakuwa och Karube 1997. Rosalia pachycornis ingår i släktet Rosalia och familjen långhorningar. Inga underarter finns listade i Catalogue of Life.